# Xuân Khanh
Xuân Khanh là một phường thuộc thị xã Sơn Tây, thành phố Hà Nội, Việt Nam.

## Lịch sử thành lập
Phường Xuân Khanh được thành lập theo Quyết định số 42/QĐ-HĐBT ngày 14/3/1984 của Hội đồng Bộ trưởng nước Cộng hoà xã hội chủ nghĩa Việt Nam (nay là Chính phủ). Địa dư hành chính của phường hình thành trên cơ sở tách và nhập của 2 xã Xuân Sơn và Thanh Mỹ hợp thành.
Phường nằm cách biệt so với các phường khác của thị xã, cách thị xã khoảng 8 km về phía Tây, có tổng diện tích đất tự nhiên là 389 ha. Tiếp giáp với xã Xuân Sơn, xã Thanh Mỹ (thị xã Sơn Tây) và xã Tản Lĩnh (huyện Ba Vì),

## Hành chính
Phường có 8 khu phố.
Dân số 2.230 hộ với 8.545 nhân khẩu, trong đó số làm nông nghiệp chiếm 10% còn lại là hưu trí, mất sức, cán bộ công nhân viên và một số hộ buôn bán tập trung chủ yếu trên trục tỉnh lộ 414.
Ngoài ra trên địa bàn thường xuyên có gần 8.000 học sinh, sinh viên của 3 trường: Đại học Công nghiệp Việt-Hung; Đại học Lao động xã hội (cơ sở Sơn Tây); Cao đẳng công nghệ và kỹ thuật ô tô (thuộcTổng cục Kỹ thuật-Bộ Quốc phòng Việt Nam) tạm trú để học tập, sinh hoạt tại địa phương.
Trên địa bàn có 21 cơ quan, doanh nghiệp, đơn vị quân đội và các trường học (do TW, thành phố Hà Nội, thị xã Sơn Tây quản lý).

## Đường phố chính
- Đường Hữu Nghị (TP. Hà Nội đặt tên)
- Đường Xuân Khanh (TP. Hà Nội đặt tên - từ ngã ba Vị Thủy đến ngã ba Xuân Khanh)
- Đường Đá Bạc (Từ ngã 3 Chợ Xuân Khanh đến Ngã 3 Cây xăng Tản Lĩnh)
- Phố Cầu Hang (Từ Gốc Đa-Đền Bà Mát đến Đầu Cầu Hang vào Trường Cao đẳng Công nghệ và Kỹ thuật Ô tô do Thành phố Hà Nội đặt tên).